# Живарёв переулок
Живарёв переу́лок — улица в центре Москвы в Красносельском районе между Глухарёвым и Грохольским переулками.

## История
Название, известное с начала XIX века, дано по фамилии домовладелицы поручицы Анны Васильевны Живарёвой. С 1826 года до конца 1870-х годов на картах название указывалось в форме Живорезкий или Живорезный. В 1940-е годы к переулку присоединён Балканский проезд, проходивший вдоль Балканского пруда. Прежнее его название (до начала XX века) — Живарёв проезд, аналогично переулку.

## Описание
Живарёв переулок начинается от Глухарёва, проходит на восток поначалу параллельно Грохольскому, а затем выходит на него у 2-го Коптельского переулка, соединяющего их с Большой Спасской улицей на юге. Между Грохольским и Живарёвым переулками расположен Грохольский сквер. В 2017 году зона отдыха была комплексно благоустроена: здесь установили новые малые архитектурные формы, поставили современную детскую площадку и зону воркаут, расширили зону для выгула собак. По скверу также проходит велодорожка.

## Здания и сооружения
по нечётной стороне домов нет.
по чётной стороне:
- № 8 строение 1 — доходный дом А. Г. Гулячкина - Антонова (сохранилась фасадная стена, 1911, арх. В. А. Мазырин)
- № 8, строение 3 — доходный дом А. Г. Гулячкина (1905, архитектор П. П. Щёкотов)